# بوبي هلبرن
بوبي هلبرن (25 أبريل 1933 بنيويورك في الولايات المتحدة - 8 فبراير 2015) هو ملاكم أمريكي، صنّف ضمن فئة وزن ثقيل.